# Amphicnephes fasciola
Amphicnephes fasciola is een vliegensoort uit de familie van de Platystomatidae. De wetenschappelijke naam van de soort is voor het eerst geldig gepubliceerd in 1900 door Coquillett.